# Нівебрюг (Фрисландія)
Нівебрюг (нід. Nieuwebrug) — село в нідерландській провінції Фрисландія. Входить до муніципалітету Геренвен.
Його площа становить 0,65км², а населення станом на 2021 рік складало 215 осіб.
Перша згадка про населений пункт датується 1846 роком, а його назва буквально перекладається як Новий Міст. Завдячує своєю назвою мосту на дорозі з Леувардена до Геренвена.